# Петровски крст (врх)
Петровски крст (врх) налази се на планини Чепан на 1.206 м надморске висине. Сама планина налази се у западној Бугарској, у близини границе са Србијом. Чепан се налази јужно од градова Годеч и Драгоман, а у његовом подножју је Драгоманско блато. Чепан је део западне Старе планине.
Петровски крст је познат као „Велики Чепан“ и поред њега се налази још један врх, „Мали Чепан“. На самом врху су остаци трачког светилишта које је било посвећено трачком богу сунца Сабазију. На каменом олтару уклесане су две чиније, на којима се верује да су приношени дарови и жртве. Светилиште је у другом веку пре нове ере изградило трачко племе мелди, под вођством војника по имену Аурелије Местријан.
У средњем веку на Петровском крсту постојао је православни манастир Св. Константина и Јелене. Видљиви су остаци рушевине и део исклесаног крста. Овде се налази Драгомански манастир.
У његовој близини пролази римски пут Виа милитарис.

## Легенда
Током 1842. турски бандити су киднаповали земљопоседника Петра из Драгомана. Циљ отмице био је да се измами откуп и они су га довели до врха да би га застрашили. Када су одгоре видели да се мештани спремају за борбу, они су га убили и побегли, али нису успели да се спасу. Пошто је Петар био цењен међу сељанима, они су врх назвали по њему и на том месту подигли крст.